# SWAP70
La proteína 70 asociada al interruptor es una proteína que en humanos y otros mamíferos está codificada por el gen SWAP70. Es un factor de intercambio de nucleótidos de guanina (GEF) dependiente de fosfatidilinositol 3,4,5-trifosfato que, independientemente de RAS, transduce señales de los receptores de tirosina quinasa a RAC. También media la señalización de la ondulación de la membrana. Regula el citoesqueleto de actina como una proteína efectora o adaptadora en respuesta a la producción de fosfatidilinositol (3,4) -bisfosfato estimulada por agonistas y protrusión celular por similitud.